# Roca de l'Estany
La Roca de l'Estany és una muntanya de 2.508 metres que es troba al vessant sud del Pirineu, al municipi d'Espot, a la comarca del Pallars Sobirà. Està situat a la riba meridional de l'estany de Sant Maurici, entre la vall de Monestero i la vall de Subenuix. Forma part del Parc Nacional d'Aigüestortes i Estany de Sant Maurici.
La muntanya està constituïda per pissarres del període Devonià. La seva base està coberta per boscos de pi negre amb alguns peus dispersos d'avet i bedoll.